# 東京財団仮想制度研究所
東京財団仮想制度研究所（とうきょうざいだんかそうせいどけんきゅうじょ、Virtual Center for Advanced Studies in Institution、略称VCASI、ヴィ・カシ）は、民間シンクタンク東京財団の資金提供によって行われていた共同研究プログラムの一つ。2007年4月に活動開始し、2011年3月末をもって活動休止した。